# Lac Parent
Lac Parent är en sjö i Kanada.   Den ligger i regionen Abitibi-Témiscamingue och provinsen Québec, i den sydöstra delen av landet, 400 km norr om huvudstaden Ottawa. Lac Parent ligger 298 meter över havet.
I omgivningarna runt Lac Parent växer i huvudsak blandskog. Trakten runt Lac Parent är nära nog obefolkad, med mindre än två invånare per kvadratkilometer.